# Literatura rabínica
La literatura rabínica es el conjunto de obras, escritas generalmente en hebreo y arameo, que recoge las opiniones y comentarios de los rabinos más destacados. Dentro de la literatura rabínica hay dos corrientes principales: La Halajá, de carácter normativo, y la Agadá, de carácter no normativo.

## Talmud

### Mishná
La Mishná (en hebreo: מִשְׁנָה, ‘estudio, repetición’) es un cuerpo exegético de leyes judías compiladas, que recoge y consolida la tradición oral judía desarrollada durante siglos desde los tiempos de la Torá o ley escrita, hasta su codificación a manos del rabino Yehudah Hanasí (también llamado el Príncipe), hacia finales del siglo II. El código jurídico llamado Mishná, es la base de la ley judía oral o rabínica, y forma parte del Talmud que, conjuntamente con la Torá o ley escrita, conforman la halajá. A su vez, la Mishná fue ampliada y comentada durante tres siglos por los sabios de Babilonia dando lugar a la Guemará, en que tanto la Mishná original y su exégesis o Guemará, recibieron conjuntamente el nombre de Talmud. Un conjunto de rabinos juntaron la tradición oral en el siglo III, y reunieron una cantidad de seis libros (tomos, rollos), que se fueron pasando de generación en generación de rabinos. La Mishná está redactada en versículos cortos escritos en idioma hebreo, llamados mishnayot (מִשְׁנָיוֹת; en singular mishnaya, diminutivo de Mishná), que clasifican, resumen y consolidan las numerosas leyes orales desarrolladas y comentadas por los sabios de la época, los tanaím (del arameo תַּנָּאִים; singular taná, con el mismo significado que Mishná). Las mishnayot se agrupan en 527 capítulos (פְּרָקִים, perakim; singular pérek), y estos a su vez en tratados o masejtot (מַסֶּכְתּוֹת; en singular maséjet). Todos ellos, conforman los seis libros en los que la Mishná se divide, cada uno de ellos llamado Séder (סֵדֶר, "orden"), y que comprenden prácticamente todos los ámbitos de la halajá judía. Ambas obras, el Talmud de Jerusalén y el Talmud de Babilonia, están igualmente ordenadas, siguiendo el orden de los seis órdenes de la Mishná, en tanto que los sabios talmúdicos son llamados Jazal, los Amoraim (אָמוֹרָאִים, "comentaristas") precisamente comentaban y discutían en arameo cada versículo o mishnaya, hasta llegar a un acuerdo acerca de la ley correspondiente. Los comentarios no incluidos en la Mishná, eran llamados baraitot (בְּרַיתוֹת; en singular: Baraita; en arameo: "externo"); muchos de ellos fueron también comentados y ampliados en el sagrado Talmud.

### Guemará
La Guemará y la Mishná juntas forman el Talmud. La Mishná es el texto base y la Guemará es el comentario y el análisis que lo completa. La palabra proviene de גמר: (gamar) ‘completar’ (en hebreo) o ‘estudiar’ (en arameo). Los rabinos de la Mishná se conocen como los Tanaim (en singular: tanna תנא) y los rabinos de la Guemará son llamados Amoraim (en singular: אמורא) (transliterado: amorá). Dado que existen dos grupos de comentarios, hay de hecho, dos versiones del Talmud: el Talmud Yerushalmi (en hebreo: תלמוד ירושלמי) el Talmud de Jerusalén y el Talmud Babli (en hebreo: תלמוד בבלי) el Talmud de Babilonia, que se corresponden con la Guemará de Eretz Israel y Babilonia. Ambas comparten la misma Mishná. La Guemará está en su mayor parte escrita en arameo, la Guemará de Jerusalén en arameo occidental, y la babilónica en oriental, pero ambos contienen fragmentos en hebreo, cambiando de idioma incluso en medio de una historia. En cambio la lengua de toda la Mishná es el hebreo.

### Talmud de Jerusalén
El Talmud de Jerusalén (en hebreo: תלמוד ירושלמי) (transliterado: Talmud Yerushalmi) o Talmud de Palestina, es una compilación de los debates rabínicos sobre la elaboración de la Mishná en idioma arameo occidental, que se celebraron en la Tierra de Israel en el mismo periodo que el Talmud de Babilonia. Fue redactado deprisa, bajo la presión de las circunstancias históricas. Los tratados talmúdicos del orden de Nezikín muestran diferencias significativas en la forma y el estilo en comparación con los otros tratados, lo que sugiere que son el resultado de una composición más antigua (50 años antes de que el resto del Talmud).

### Talmud de Babilonia
El Talmud de Babilonia (en hebreo: תלמוד בבלי) (transliterado: Talmud Babli) es una colección de ensayos que resumen la sabiduría de la Halajá o ley judía. Esta versión del Talmud fue escrita por los sabios y eruditos de Am Israel entre el siglo tercero y hasta el final del siglo quinto, en Babilonia por los exiliados de la Tierra de Israel. Este texto se escribió principalmente como comentario a las enseñanzas de las generaciones anteriores de eruditos, en relación con la Mishná y la Baraita.

### Tratados menores
Los Tratados menores del Talmud (en hebreo: מסכתות קטנות) (transliterado: Masechtot ketanot ) son ensaños del periodo de los Tanaim o posterior que tratan sobre cuestiones no existentes en los otros tratados de la Mishná. Los tratados menores pueden ser contrastados con la Tosefta, cuyos tratados siguen la misma estructura que la Mishná. Los primeros ocho contienen material original, los últimos siete son colecciones de material que se encuentra repartido por el Talmud. Los tratados menores son impresos normalmente al final del orden de Nezikín del Talmud.

## Tosefta
La Tosefta (en hebreo: תוספתא) es, junto a la Mishná y el Talmud, una de las fuentes legales de la literatura rabínica. Se trata de un compendio legal con estructura básicamente idéntica, salvo pequeñas excepciones, a la de la Mishná, está dividida en los mismos órdenes y tratados. Generalmente se reconoce como complemento a la Mishná. Está escrita en una lengua típicamente misnaica, es decir, en un hebreo rabínico.

## Baraita
Baraita (en hebreo: ברייתא) (plural: Baraitot) designa una tradición existente en la ley oral judía que no fue incorporada en la Mishná. La palabra "Baraita" se refiere a las enseñanzas que están fuera de los seis órdenes de la Mishná. Originalmente, "Baraita" probablemente se refería a las enseñanzas de las yeshivás, escuelas, y academias talmúdicas principales, aunque en colecciones posteriores, las baraitot individuales son a menudo escritas por los sabios de la Mishná (los Tanaim). Según Maimónides, las baraitot fueron compiladas por el Rabino Hoshaya y el Rabino Bar Kappara, aunque ninguna compilación fue transmitida como la Tosefta. Debido a que la Mishná encapsula toda la ley oral y está escrita en una forma compacta (fue diseñada para facilitar la transmisión oral), muchas variantes, versiones, explicaciones adicionales, comentarios, y leyes, no fueron incluidas en la Mishná. Estas leyes fueron luego compiladas en unas obras llamadas "baraitot", en forma de lista de enseñanzas de un sabio. La palabra "Baraita" también puede utilizarse para designar a las colecciones de estos sabios. Las principales colecciones de baraitot son: la Tosefta, la Halajá y los siguientes midrashim: (Mejiltá, Sifrá y Sifré). La autoridad de la Baraita es menor que la autoridad de la Mishná. Sin embargo, estas obras son el texto de prueba básico utilizado por los sabios talmúdicos, en su análisis e interpretación de la Mishná y la Guemará. Las baraitot anónimas, a menudo son atribuidas a un Tanaim en particular por el Talmud. En el Talmud de Jerusalén, las referencias a las baraitot son menos comunes.

## Midrash
Midrash (en hebreo: מדרש ("explicación"), en plural: midrashim) es un término hebreo que designa un método de exégesis de un texto bíblico, dirigido al estudio o la investigación que facilite la comprensión de la Torá. El término midrash también puede referirse a una compilación de las enseñanzas de los midrashim en forma de comentarios legales, exegéticos u homiléticos del Tanaj y del Talmud. El midrash toma elementos actuales para ejemplificar de modo comprensible textos antiguos. Su etimología proviene del verbo hebreo darâs, que significa «buscar, investigar y estudiar».

## Comentarios del Talmud

### Rashi
Rashi es el acrónimo del rabino Shlomo Yitzjaki (en hebreo: רבי שלמה יצחקי), también llamado Rabí Shlomo Yarji (en hebreo: רבי שלמה ירחי) . Fue un sabio judío-francés, que nació y murió en Troyes, Francia (1040-1105). Rashi está considerado como el más excelso comentarista de la Biblia hebrea y el Talmud, y como uno de los más grandes eruditos y legisladores en materia de Halajá (Ley judía) así como un experto en lengua hebrea.

### Tosafot
Tosafot (en hebreo: בעלי התוספות) es un nombre por el cual se conoce a varios comentaristas medievales del Talmud. Sus comentarios aparecen en la mayoría de las ediciones de dicha obra, en el margen opuesto a los comentarios de Rashi. Nombre con el que se conoce a una serie de rabinos judíos de la Edad Media, que se caracterizaron por un meticuloso análisis de cada hoja de la Guemará (Talmud). Reciben ese nombre por ser agregados a los comentarios anteriores de rabinos como Rab. Shelomo Itzaki (Rashi). Los primeros en recibir ese nombre fueron los nietos del mismo Rashi, los cuales vivieron en Francia y en Alemania, entre los años 1160-1350. Entre los tosafistas más conocidos se encuentran Rabeinu Tam y Rashbam, ambos nietos de Rashi. Uno de los últimos Baalei Tosafot, fue el Rosh (Rabeinu Osher) quien ejerció durante mucho tiempo como rabino en la ciudad de Barcelona, Cataluña, España. Los dictámenes halájicos del Rosh constituyeron, junto con Maimónides e Isaac Alfasi (Marruecos, siglos IX y X), en la base del Shulján Aruj, el código de la ley judía. Durante su época de estudio los tosafistas se vieron obligados varias veces a cambiar sus lugares de residencia, puesto que sufrieron numerosas persecuciones en sus países de origen.

## Agadá
La Agadá (en hebreo: אַגָּדָה) se refiere a los textos exegéticos no legalistas presentes en la literatura rabínica clásica del judaísmo, particularmente registrada en el Talmud y los Midrashim. En general, la Agadá es un compendio de los textos rabínicos que incorpora el folklore, las anécdotas históricas, las exhortaciones morales y los consejos prácticos en diversas esferas que van desde los negocios hasta la medicina. La Agadá y las tradiciones rabínicas ofrecen un marco para la interpretación de la ley escrita. En este contexto, la opinión generalizada de la literatura rabínica es que la Agadá es un medio para la transmisión de las enseñanzas religiosas fundamentales. La Agadá se refiere también al conjunto de los textos y las leyendas talmúdicas que no forman parte necesariamente de la Halajá o ley judía.

### Hagadá
El sentido más conocido del término Hagadá se resume específicamente como: Hagadá de Pésaj (הגדה של פסח), expresión que denomina al conjunto de narraciones y plegarias contenidas en un pequeño libro que los israelitas observantes de la religión mosaica leen durante la celebración de la Pascua hebrea y a lo largo del así denominado Séder de Pésaj. Dicho texto se refiere fundamentalmente a la esclavitud de los hebreos en Egipto y la epopeya que condujo a liberarlos de tal condición, haciendo de ellos un grupo libre con identidad nacional propia y a su vez provisto de una Ley.

### Séder Olam Zutta
Seder Olam Zutta (hebreo: סדר עולם זוטא) es una crónica anónima escrita en el año 804, llamada "Zuṭta" (= "más pequeño," o "más joven") para distinguirlo del más viejo Seder Olam Rabbah. Este trabajo está basado en el más antiguo, y en cierta medida, continúa y completa la crónica más vieja. Consta de dos partes principales: la primera, que comprende aproximadamente tres quintas partes de la totalidad, trata la cronología de las 50 generaciones desde Adán hasta Joaquim (quien, según esta crónica, era el padre del exilarca babilónico); el segundo trata 39 generaciones de exilarcas, empezando con Joaquim.

### Yalkut Shimoni
El Yalkut Shimoni (en hebreo: ילקוט שמעוני compilación de Shimon) es una colección medieval de interpretaciones agádicas de toda la Biblia hebrea. A menudo se le conoce como "el Yalkut" debido a su popularidad, aunque existen otras compilaciones similares.

### Tseno Ureno
El Tseno Ureno (en yidis: צאנה וראינה), a veces llamado la Biblia de las mujeres, es una obra escrita en prosa en lengua yidis del año 1590, cuya estructura es paralela a la Parashá, la porción semanal de la Torá (Pentateuco) y a la Haftará utilizada en los servicios religiosos de adoración judía. El libro fue escrito por el Rabino Jacob ben Isaac Ashkenazi (1550–1625) de Janów Lubelski (Voivodato de Lublin, Polonia), y mezcla los pasajes bíblicos con las enseñanzas religiosas de la Mishná del judaísmo rabínico, como la Agadá, el Midrash y el Talmud, que a veces se denominan: parábolas, alegorías, cuentos, anécdotas y leyendas.

### Ein Yaakov
Ein Yaakov (en hebreo: עין יעקב) es una recopilación del material agádico contenido en el Talmud de Babilonia y en el Talmud de Jerusalén, con varios comentarios incluidos en el texto. El libro del Ein Yaakov sigue el orden de los tratados talmúdicos, de los cuales conserva solo las porciones no legalistas, incluidas la mayoría de sus leyendas, pero también sus discusiones y porciones éticas. Junto con el texto talmúdico están los comentarios de las principales autoridades rabínicas medievales: Rashi, Tosafot, Nissim de Gerona, Salomón ben Aderet y Yom Tov de Sevilla; el autor añadió su propio nombre bajo el título HaKotev y las ediciones posteriores también incluyen las interpretaciones de Samuel Eidels y varias notas bibliográficas y metodológicas. Realizado por el Rabino Jacob ibn Habib, el trabajo de compilación de las leyendas del Talmud (agadot), fue completado después de su muerte por su hijo, el Rabino Levi ibn Habib. La obra fue publicada por primera vez en Salónica en 1516 y luego en Venecia en 1546, la obra fue muy popular en la Europa cristiana cuando se publicó, ya que eludió parcialmente la censura del Talmud, que prohibía incluso el uso del palabra aramea Guemará. La obra tuvo varias ediciones, incluida la de Isaac ben Aaron impresa en Cracovia entre los años 1587 y 1591, que popularizó tanto el libro entre los estudiantes de las academias talmúdicas, como entre los literatos. Una versión resumida en inglés en cinco volúmenes fue preparada en 1921 por el Rabino Shmuel Tzvi-Hirsch Glick de Chicago, quien reemplazó los comentarios clásicos con sus propias anotaciones. Esta edición sirvió de base para la traducción abreviada de Arlette Elkaïm-Sartre publicada en 1982. Otra traducción al idioma inglés, realizada por el Rabino Avraham Yaakov Finkel y titulada "Ein Yaakov: Las enseñanzas éticas e inspiradoras del Talmud", fue compilada en un solo volumen.

## Halajá

### Halajot Guedolot
Halajot Guedolot (en hebreo: הלכות גדולות) es una obra literaria y un código legal judío escrito durante la época de los sabios Gueonim. El libro es un resumen sistemático y comprensivo de las leyes presentes en el sagrado Talmud. Aunque en general sigue el orden de los tratados del Talmud, une varias leyes que están espacidas por el Talmud según su orden lógico y contrariamente al procedimiento adoptado en la Mishná y en la Guemará, primero establece el principio general antes de entrar en los detalles concretos. El libro también asigna nuevos nombres a ciertos grupos de leyes, y resume algunas leyes (como las relacionadas con los sacrificios y las que se aplican a los sacerdotes) que ya no se observan tras la destrucción del segundo Templo de Jerusalén.
Las decisiones legales del libro se basan en el Talmud y en los principios halájicos establecidos por los rabinos. La obra se basa en el Talmud de Babilonia, pero el autor también utiliza en cierta medida el Talmud de Jerusalén, al cual él se refiere como el Talmud de Occidente. Otras fuentes son la responsa rabínica de los sabios Gueonim de Babilonia, y una obra literaria halájica de la misma época llamada: Sefer ha-Maasim shel Benei Eretz Yisrael. 
La obra se expandió por las comunidades judías y en con el paso del tiempo se incorporaron las decisiones de Yehudai Gaon y de otros sabios de una fecha posterior. Las autoridades rabínicas más antiguas, a menudo citaban extractos de esta obra que son distintos, o que están totalmente ausentes de la obra existente. El libro tiene una introducción, que está principalmente dirigida contra los caraitas y otros judíos que rechazaban la ley oral. La obra tiene dos partes, una incluye las declaraciones basadas en la Agadá y las diversas alabanzas a la Torá y a sus estudiantes, mientras que la otra parte de la obra enumera por vez primera, los 613 mandamientos (mitzvot) mencionados en el sagrado Talmud. Estos mandamientos están clasificados según el grado de castigo por transgredir los diferentes preceptos. Esta lista incluye 365 mandamientos negativos y 248 mandamientos positivos. Esta lista fue severamente criticada por Maimónides en su obra Sefer Hamitzvot, el libro de los mandamientos, pero fue defendida por Nahmánides.

### Hilchot HaRif
La obra literaria conocida con el nombre de Hilchot HaRif (en hebreo: הלכות רב אלפס) (transliterado: Hilchot Rav Alfas) también llamada Séfer Halajot, fue escrita en la ciudad de Fez, en el Reino de Marruecos, por el Rabino Isaac ben Jacob Alfasi ha-Cohen (nacido en 1013-fallecido en 1103), esta obra compila las decisiones legales de los tratados del Talmud relacionados con la Halajá, la ley judía, tal y como era aplicada en aquella época. Alfasi recopiló las decisiones legales del Talmud de Babilonia, aunque no incluyó en su obra las discusiones rabínicas propias de la Guemará. Para escribir su obra, Alfasi excluyó todo el material rabínico no legal del texto del Talmud. El libro del Hilchot HaRif, se convirtió en la base y en la fuente para muchas otras obras rabínicas posteriores. Entre ellas el Mishné Torá de Maimónides, el Arba Turim de Jacob ben Asher, y el Shulján Aruj del Rabino Joseph Caro.

### Mishné Torá
El Mishné Torá (en hebreo: משנה תורה) es un código de leyes judías religiosas, realizado por Maimónides, una importante autoridad sefardí a quien también se conoce como el "Rambam". El Mishné Torá fue compilado entre los años 1170 y 1180, mientras Maimónides vivía en Egipto. Es considerado como una de las mayores obras legales de Maimónides. El Mishné Torá es una compilación sistemática de todas las opiniones normativas de la Halajá (la ley judía), incorpora material del Talmud y sus comentarios. Fue escrito en un hebreo sencillo, similar al de la Mishná.

### Sefer HaMitzvot
El Sefer HaMitzvot (en español: "El Libro de los Preceptos") (en hebreo: ספר המצוות לרמב"ם) (transliterado: Sefer HaMitzvot LeRambam) es una obra del siglo XII escrita por el rabino, filósofo y médico Maimónides. Originalmente se publicó en idioma árabe, y el Rabino Moisés ibn Tibbon lo tradujo al idioma occitano provenzal. La primera edición fue impresa en 1497. La obra contiene una lista de todos los 613 mandamientos de la Torá, con una breve descripción para cada uno de ellos. Maimónides utiliza un conjunto de 14 reglas (shorashim) para determinar qué mandamientos escritos en la Torá se tienen que incluir en la lista de preceptos en cuanto a los mandatos que Dios ha dado en diferentes puntos del Pentateuco, pero que se refieren a acciones particulares hechas una sola vez.

### Sefer Mitzvot Gadol
El Séfer Mitzvot Gadol (en hebreo: ספר מצוות גדול) (en español: "El gran libro de los mandamientos", abreviado: סמ"ג "SeMaG"), completado en 1247, es una obra literaria que trata sobre los 365 mandamientos negativos y los 248 mandamientos positivos, discutiendo cada uno de ellos por separado, según el Talmud y las decisiones de los rabinos. "SeMaG" también contiene muchas enseñanzas morales no legalistas. Las referencias en el "SeMaG" están ordenadas por sección (mandamientos negativos y positivos) y hay un número para cada mandamiento en cada sección del libro. Los arreglos y la presentación del Rabino Moisés ben Jacob de Coucy, están fuertemente influenciados por las discusiones de Maimónides sobre los mandamientos, que se encuentran en el Séfer HaMitzvot, y en su codificación de la Halajá, el Mishné Torá. De todos modos, a diferencia de Maimónides, el Rabino Moisés ben Jacob presenta largas discusiones de las diferentes interpretaciones y opiniones legales. También hace un uso extensivo de otros códigos legales, y particularmente de los comentarios de Rashi y de los tosafistas, normalmente favoreciendo las tradiciones asquenazíes sobre la opinión de Maimónides.

### Sefer Ha-Chinuch
El Sefer Ha-Chinuch (en hebreo: ספר החינוך) (en español: "El libro de la educación") es una obra literaria que trata sobre la ley judía, la halajá. Este libro fue escrito hacia finales del siglo XIII en España. El Chinuch contiene una recopilación de los 613 preceptos de la Torá, que están organizados en la obra siguiendo el orden de la parashá semanal. La obra está basada principalmente en los escritos del Rambam.

### Arba Turim
El libro del Arba Turim, (en hebreo: ארבעה טורים) también llamado Tur, es una recopilación de leyes judías (halajot) y fue escrito por el Rabino Jacob ben Asher (1270-1340), un siglo después de la redacción de la obra Mishné Torá, del Rabino Maimónides, el Rambam. El libro trata únicamente sobre las leyes que son válidas en ausencia del sagrado Templo de Jerusalén, el Beit HaMikdash. Las leyes son presentadas en el idioma original en la que estas fueron redactadas y los autores son citados por su nombre. El libro es un resumen de las deliberaciones de los sabios judíos de la época (los jajamim) de Francia, Europa Oriental y España.

### Beit Yossef
El libro Beit Yossef (en hebreo: בית יוסף) (en español: "la casa de José") es un código de la ley judía (Halajá) compilado por el Rabino Joseph Caro en el siglo XVI. El libro fue concebido como un comentario del Arba Turim del Rabino Jacob ben Asher. La obra trata solamente sobre los aspectos prácticos de la vida cotidiana judía, pero cubre casi toda la literatura rabínica existente en la época en la que fue escrita. Fue desarrollada durante más de veinte años, fue suplementada y enmendada por el mismo autor, quien más tarde escribió el Shulján Aruj, una obra que actualmente se considera como la principal referencia en materia de ley judía (Halajá).

### Darkhei Moshe
El Darkhei Moshe (en hebreo: דרכי משה) es un comentario del Arba Turim y del Beit Yossef, el cual a su vez es un comentario del Tur. El Darkhei Moshe fue escrito por el Rabino polaco asquenazí Moisés Isserles (nacido en Cracovia en 1530- fallecido en Cracovia en 1572).

### Shulján Aruj
El Shulján Aruj (en hebreo: שולחן ערוך, "la mesa servida") es una obra del Rabino Joseph Caro (Safed, 1565), cuya resolución halájica es aceptada por todas las autoridades rabínicas en conjunto. Es una compilación de las leyes extraídas de la Torá y el Talmud, así como también de los libros Arba Turim del Rabino Jacob ben Asher, y del libro Beit Yossef del Rabino Joseph Caro, que facilita a las siguientes generaciones la determinación de la Halajá. Su estructura consta de cuatro libros, siguiendo un orden análogo al de los libros del Arba Turim, del Rabino Jacob ben Asher. El Oraj Jaim (אורח חיים) trata sobre el ciclo de vida, las oraciones y las festividades. El Yoré Deá (יורה דעה) trata sobre la cashrut y el luto, entre otros. El Even HaEzer (אבן העזר) trata sobre las relaciones entre el hombre y la mujer. El Joshen Mishpat (חושן משפט) trata sobre el derecho público, el derecho penal y el derecho privado.

### Shulján Aruj HaRav
El Shulján Aruj HaRav (en hebreo: שולחן ערוך הרב) (en español: "el código de la ley judía del rabino") es una recopilación de la Halajá, la ley judía, por parte del Rabino Schneur Zalman de Liadí (1745-1812), conocido durante su vida como HaRav (palabra hebrea para rabino), Schneur Zalman fue el primer Rebe (palabra en yidis para rabino) del movimiento jasídico Jabad.

### Chayei Adam
El Chayei Adam (en hebreo: חיי אדם) (en español: "La vida del hombre") es una obra sobre la ley judía escrita por el Rabino Avraham Danzig (1748–1820), que trata sobre las leyes discutidas en la sección Oraj Jaim del Shulján Aruj. El libro está dividido en 224 secciones, 69 de ellas tratan sobre la conducta diaria y la oración, y 155 tratan sobre mantener el Shabat y los días festivos.

### Minchat Chinuch
El Minchat Chinuch (en hebreo: מנחת חינוך) es un comentario legal sobre el Sefer Ha-Chinuch. Fue escrito por el Rabino Yosef Babad (1800–1874), presidente del tribunal rabínico de Ternópol. El Sefer Ha-Chinuch discute sistemáticamente los 613 mandamientos de la Torá, su fuente bíblica y sus fundamentos filosóficos, mientras que el Minchat Chinuch sirve como un comentario legal, a través de la perspectiva del Talmud y los Rishonim. El Minchat Chinuch es ampliamente estudiado en las yeshivás y en los grupos de estudio privados, y sigue siendo una obra popular hasta el día de hoy.

### Kitzur Shulján Aruj
El Kitzur Shulján Aruj fue publicado por primera vez en 1864, la obra es un resumen del Shulján Aruj del Rabino Joseph Caro, con referencias a comentarios rabínicos posteriores.
El libro fue escrito por el Rabino Shlomo Ganzfried, para ser estudiado por los judíos temerosos de Dios, que no estaban en condiciones de completar el estudio del Shulján Aruj completo, con sus correspondientes comentarios. El trabajo fue escrito en un hebreo fácilmente comprensible. 
El Kitzur establece lo que está permitido, y lo que no está permitido sin ambigüedad. Ganzfried era un judío húngaro, y puso el énfasis de su obra en las costumbres de los judíos húngaros de su época.
Esta obra fue escrita para ser un texto popular, y como tal no tiene el nivel de detalle del Shulján Aruj original, aunque normalmente sigue su misma estructura interna.

### Aruj HaShulján
El Aruj HaShulján (en hebreo: ערוך השולחן) es un resumen de los capítulos del Shulján Aruj, una obra de Halajá escrita por el Rabino Joseph Caro. El Aruj HaShulján fue compilado por el Rabino Yechiel Michel Epstein (1829-1908), la obra trata de ser clara, organiza y resume las fuentes de los capítulos del Shulján Aruj y sus comentarios, poniendo un acento especial en las opiniones del Talmud de Jerusalén y de Maimónides.

### Mishna Berura
La Mishna Berura es una obra literaria y un texto religioso, que fue escrito en la Yeshivá de Radun entre los años 1875 y 1905. Esta obra es un trabajo sobre la halajá, la ley judía, la obra fue elaborada por el Rabino Israel Meir Kagan, también conocido como el Chofetz Chaim, por el nombre de una de sus obras. La Mishná Berura es un comentario del Oraj Jaim, la primera sección del Shulján Aruj, un libro que trata sobre las leyes relativas a la oración, la sinagoga, el Shabat y las festividades judías, resumiendo las opiniones de las autoridades rabínicas posteriores a la Edad Media. Esta obra es amplimente usada como referencia, y prácticamente ha suplantado al Chayei Adam y al Aruj HaShulján como la primera autoridad en todo lo referente a la vida diaria de los judíos asquenazíes. La obra muestra una tendencia hacia las opiniones rigurosas, aunque incluye algunas opiniones indulgentes.

## Filosofía judía
La filosofía judía es la producción filosófica desarrollada por pensadores judíos, a menudo íntimamente relacionada con su pertenencia nacional y religiosa. En este sentido, muchos de los comentarios del Talmud y de la Cábala forman parte de ésta, aunque también forma parte la producción exclusivamente laica, como por ejemplo la desarrollada durante la Haskalá (la Ilustración judía). Algunos pensadores importantes fueron Filón de Alejandría, Nahmánides, Maimónides e Ibn Gabirol.

### Chovot HaLevavot
Chovot HaLevavot (en hebreo: תורת חובות הלבבות) (en español: Guía de los deberes de los corazones), es la obra principal del rabino y filósofo judío, Bahya ben Joseph ibn Paquda. Se cree que el rabino vivió en Zaragoza, España, durante la primera mitad del siglo XI. El libro fue escrito en el año 1040, con el título: "Guía de los deberes de los corazones" (en árabe: كتاب الهداية الى فرائض القلوب). La obra fue traducida al idioma hebreo, por Judá ben Saúl ibn Tibbón, durante los años 1161 y 1180, con el título Chovot HaLevavot.

### Emunot ve-Deot
Emunot ve-Deot (escrito en el año 933) (en hebreo: ספר האמונות והדעות) transliterado: Séfer ha-Emunot ve-ha-Deot) es el nombre de un texto de la filosofía judía escrito por Saadia Gaon, considerado uno de los primeros intentos de racionalizar la fe judía.

### Guía de los Perplejos
La Guía de los Perplejos (en árabe, dalālat al-ḥā’irīn دلالة الحائرين; en hebreo, moré  nevujim מורה נבוכים) es una obra filosófica judaica escrita por una de las autoridades hebreas más importantes del Medioevo, el andalusí Maimónides (1135, Córdoba - 1204, Fustat, Egipto), a quien también se conoce en hebreo como Moshé ben Maimón (abreviado, Rambam) y en árabe como Musa Ibn Maymun. Escrita originalmente en árabe hacia 1190, se tradujo al hebreo ya en época de su autor. Es considerada la más importante y la más universal de todas las obras de Maimónides.

### El Kuzari
El Kuzari (en hebreo: ספר הכוזרי) (transliterado: Séfer HaKuzari) es una de las obras más conocidas del filósofo medieval, el poeta y rabino sefardí Yehudah Halevi, el cual terminó su obra en el año 1140. La obra está dividida en cinco capítulos, y tiene la forma de un diálogo entre el rey de los Jázaros y un judío que fue invitado para hablar de la religión judía. Inicialmente fue escrito en árabe.

### Or Adonai
Or Adonai (en hebreo: אור אדני), (en español: "La Luz del Señor"), es la obra principal del rabino Hasdai Crescas (1340 - 1410), un filósofo judío. Algunos judíos prefieren usar el respetuoso título Adonai (Señor) solamente durante la oración, el libro es llamado a veces Or HaShem (en hebreo: אור השם) para evitar mencionar la palabra Adonai para referirse a Dios.

### Tania
Tania (en hebreo: תניא) es una obra literaria que trata sobre el judaísmo jasídico. El libro fue escrito durante veinte años por Schneur Zalman de Liadí (1745-1812), el fundador del movimiento jasídico Jabad-Lubavitch, y fue publicado en 1797. El título original del libro es Likutei Amarim (‘recolección de discursos’), pero es más conocido como Tania.

## Cábala
La Cábala (del hebreo: קַבָּלָה [Qabbaláh] ‘"tradición, recepción, "correspondencia"’) es una disciplina y escuela de pensamiento esotérico, relacionada con los esenios y el judaísmo jasídico. Un cabalista tradicional en el judaísmo rabínico es denominado Mequbbāl (מְקוּבָּל). Utiliza varios métodos para analizar sentidos recónditos de la Torá (texto sagrado de los judíos, al que los cristianos denominan Pentateuco, y que representa los primeros cinco libros de la Biblia).

### Etz Jaim
Etz Jaim (en hebreo: עץ חיים) (en español: "El árbol de la vida") es una obra literaria que trata sobre la Cábala, el libro fue escrito en el año 1573. El libro del Etz Jaim, es un resumen de las enseñanzas del rabino asquenazí Isaac Luria,  el santo Arizal (1534-1572). Isaac Luria fue un rabino cabalista que creó una nueva tendencia en el estudio de la Cábala.

### Maguid Meisharim
El Maguid Meisharim (traducido al español como: El ángel de los rectos) (en hebreo: מגיד מישרים) es una obra literaria escrita por el rabino sefardí José Caro. El libro, redactado a mediados del siglo XVI, recoge las revelaciones que un maguid (un ángel o un emisario celestial) le habría hecho a su autor y constituye uno de los textos cabalísticos más singulares conocidos, precisamente por su naturaleza profética o revelada. En el texto, el rabino transcribe las palabras que le habría dictado dicha entidad a lo largo de varias décadas, anotando en cada caso la fecha de la comunicación. Según el propio texto, el maguid no sería otra cosa que un mensajero del profeta Elías que habría escogido a Caro como su discípulo: "Y si te apegas a mí, y a mi temor, merecerás hablar con el profeta Elías estando despierto. Y él estará de pie ante ti, o sentado, y te enseñará palabras de Torá".

### Pardes Rimonim
El Pardes Rimonim (en hebreo: פרדס רימונים) (en español: huerto de granadas) es uno de los textos principales de la Cábala, fue compuesto en 1548 por el místico judío Moisés Cordovero, en la ciudad de Safed, en Galilea.

### Séfer ha-Bahir
El Séfer ha-Bahir (en hebreo «Libro de la Claridad»), Bahir o «Midrash del Rabbi Nehuniah ben ha-Kanah»es un libro de Cábala (misticismo judío). Aparentemente fue publicado por primera vez en la región de la Provenza, en el sur de Francia en el año 1176, se trata de una compilación de textos más antiguos.

### Séfer Raziel Ha-Malaj
El Séfer Raziel HaMalaj (en hebreo: ספר רזיאל המלאך) (en español: El Libro del Arcángel Raziel) o simplemente Séfer Raziel es un grimorio del misticismo judío atribuido al arcángel Raziel. Es una obra pseudoepigráfica, pues se afirma que fue compuesta por Patriarca Adán, quien lo habría escrito al dictado del arcángel Raziel, de ahí su nombre. Esto lo haría la obra más antigua de la Humanidad.

### Séfer Ietzirá
El Séfer Ietzirá (en hebreo, Libro de la formación o Libro de la creación, ספר יצירה;  donde el término “Yetzirah” puede traducirse también como “formación”) es el título del primer libro que concierne a la Cábala y trata el tema del esoterismo judío. También llamado Libro de Abraham (a quien se le atribuyen sus enseñanzas transmitidas de modo oral), el Séfer Ietzirá es, junto con el Zohar, la principal fuente del esoterismo judío y la Cábala. Podemos encontrar una introducción a la Cábala para iniciados en el estudio de las letras hebreas y su significado. La versión resumida también incluye los Nombres Divinos del árbol de las sefirot (conjunto de esferas que explican los atributos de Dios, así como los 32 senderos de sabiduría y las 22 letras del alfabeto hebreo), correspondientes a cada sefirá.

### Tómer Débora
Tómer Débora (en hebreo: תומר דבורה) (en español: La palmera de Débora) fue escrito en hebreo a mediados del siglo XVI por Moisés Cordovero, un cabalista judío que vivió en la ciudad de Safed, en el Imperio otomano. Este breve texto trata principalmente sobre la imitación de Dios mediante la adquisición de rasgos divinos mediante las sefirot. La primera edición se publicó en Venecia en 1588. Aunque no es leído ampliamente entre los judíos hoy en día, es popular en la tradición del Musar, que se centra en el cultivo individual de las midot o cualidades de Dios. El título Tómer Débora ha sido tomado del Libro de los Jueces.

### Zohar
El Zohar (en idioma hebreo זהר zohar, "esplendor") es, junto al Séfer Ietzirá, el libro central de la corriente cabalística, escrito por Shimon bar Yojai en el siglo II, o por Mosé ben Sem Tob de León en el siglo XIII.

El punto bueno que la persona encuentra en sí misma es parte de la Divinidad, pues todo el bien emana del Santo, bendito sea. La Torá, el Pueblo Judío y el Santo, bendito sea, son una unidad (Zohar, Introducción). De modo que cuando un punto bueno existe en un Judío –una mitzvá o una buena acción– este bien se encuentra completamente unido con el Santo, bendito sea. Pues “Dios es bueno para todos” (Salmos 145:9) y también está escrito: “Mira y observa que Dios es bueno” (Salmos 34:9). Todo bien que exista, sea la que fuera la forma en que se presente, emana realmente del Santo, bendito sea.

## Musar
La literatura del musar es una corriente espiritual y literaria que ofrece una serie de instrucciones concretas sobre como vivir una vida ética y con sentido. El Musar es una ética basada en la idea que mediante el cultivo de las virtudes interiores, podemos mejorar nosotros mismos, en un claro contraste con la mayor parte de las enseñanzas éticas del judaísmo, que están basadas en la santa Torá.

### Mesilat Yesharim
Mesilat Yesharim (en hebreo: מסילת ישרים) (en español: el camino de los rectos). El Rabino Moisés Jaim Luzzatto escribió esta obra como una guía explícita para llegar a ser una persona piadosa, que vive por encima de los mínimos requerimientos de la Halajá, la ley judía. Luzzatto pensaba que había que enseñar a los estudiantes rabínicos, a centrarse más en su conducta personal, y había que dedicar menos tiempo al estudio del Talmud de Babilonia. El libro fue imprimido en Ámsterdam en 1740.

### Jeshbon ha-Nefesh
Jeshbon ha-Nefesh (una contabilidad del alma, 1812, Ucrania). Esta obra fue escrita por el Rabino Menachem Mendel Levin, este libro del Musar, contiene un programa sistemático para la práctica diaria.

### Pele Yoetz
Pele Yoetz (1824, Constantinopla). Este libro es una obra del Rabino Eliezer Papo, y fue estudiado de forma extensiva por una amplia población, formada tanto por las élites, como por la gente normal y corriente. Tiene 391 capítulos, que incluyen varios consejos prácticos relativos en los juramentos, los sueños y al equilibrio de las cosas.

### Ohr Yisroel
Ohr Yisrael ( "La Luz de Israel", 1890, Lituania) es una obra del rabino Yisroel Salanter que contiene muchas de sus cartas y ensayos. El libro incluye una carta que invita a los estudiantes, a compartir la enseñanza del Musar con otras personas.

### Chofetz Chaim
El libro Chofetz Chaim (en hebreo: ספר חפץ חיים) es la obra maestra del rabino Israel Meir Kegan, también conocido como Chofetz Chaim. El libro trata sobre la ética judía y las leyes sobre el habla y el lenguaje. Esta obra se considera una fuente autorizada sobre el tema.